# Лука Джордано
Лука Джордано (на италиански: Luca Giordano) (Неапол, 18 октомври 1634 г. – Неапол, 12 януари 1705 г.) е италиански художник, творил преди всичко в Неапол, Флоренция, Мадрид и Рим.
Той също така е известен с прякора „Luca Fapresto“ (Лука Бързака), псевдоним, който му е даден, докато работи в църквата „Санта Мария дел Пианто“ в Неапол, където само за два дни рисува двете странични олтарни картини. Прякорът обаче е даден и за изненадващата скорост при копирането на великите майстори на XVI в., включително Рафаел и Анибале Карачи, както и Джовани Ланфранко и Пиетро да Кортона.

## Биография

### Началото в Неапол
Лука Джордано е роден в Неапол на 18 октомври 1634 г., син на Антонио, скромен художник, и Изабела Импарато, и е кръстен в църквата „Сан Анна ди Палацо“.
Първите творби на Лука Джордано датират от петдесетте години на седемнадесети век, белязани от силното влияние в неаполитанската живопис след пребиваването на Караваджо в Неапол. Впоследствие биографите на времето съобщават, че баща му го изпраща да рисува в църквите и галериите в Неапол, а след това го взема заедно със себе си в Рим, за да може да изучава древното изкуство и великите художници.

### Рим и Венеция
Лука Джордано девет години е стажант при Хосе де Рибера в Неапол, а при обучението си в Рим се доусъвършенства в изобразителното изкуство. В ранна възраст посещава Пиетро да Кортона и други художници от венецианската школа. По време на престоя си в Рим той изучава шедьоврите на Микеланджело, Рафаело, Анибале Карачи и Караваджо. Той не се задоволява с това, което Рим му предлага, и желае да се премести в Ломбардия, където в Парма вижда произведенията на Антонио да Кореджо и Паоло Веронезе.
На престоя му във Венеция (1653 и 1667 г.) критиците придават особено голямо значение. Там творбите на Лука Джордано са докоснати от светлината и цветовете на картините на венецианските майстори. Когато между 1662 и 1664 маркиз Агостино Фонсека поръчал шест картини чрез посредниците си в Неапол, Лука Джордано се представя лично във Венеция.
Между края на 1664 и началото на 1665 г. маркиз Агостино Фонсека кани Лука Джордано във Венеция. През този си престой в града художникът е затрупан от поръчки, идващи от частни лица и религиозни ордени. В същия период той получава и поръчка за олтарна картина на църквата „Санта Мария дела Салуте“. Завърнал се в Неапол, художникът изпраща готовата олтарна картина „Успение Богородично“, през 1667 г.

### Пак в Неапол
Тези пътувания позволяват на Лука Джордано да обогати знанията си под влиянието на венецианската живопис и да израсне като художник със завидно въображение и творчество. Картините му са израз на съвременната барокова концепция с разнообразието и необятността на природата и Вселената, неограниченото продължение на времето и пространството, безкрайността на всяко човешко събитие. Той успява фантастично да съчетае в ярки прозрачни и цветни изображения неудържимата гледка на светлините, формите и цветовете, чрез които се проявяват естествената действителност и духовният свят. Този неспокоен и мечтателен неаполитанец в своите произведения успява да възпроизведе реалността и фантазията, природата и въображението, усещанията и емоциите.
През 1671 г. той е извикан да изрисува купола на църквата „Сан Грегорио Армено“, Неапол, през 1677 – 1678 свод на църквата на Абатството на Монтекасино, през 1678 купола на църквата „Санта Брижида“, Неапол, през 1679 централния кораб на църквата „Сан Грегорио Армено“, Неапол. Между 1663 и 1678 г. много произведения на Лука Джордано са поръчани или придобити в Неапол от частни италиански, фламандски или испански колекционери, а през 1677 г. няколко от неговите картини пристигат във Флоренция.

### Във Флоренция
Интересът, който са събудили картините на Лука Джордано сред познавачите във Флоренция, кара Филипо Балдинучи да поиска през 1681 г. среща с художника. Това води до престоя му във Флоренция, където получава голям брой поръчки, включващи стенописа на купола в параклиса „Корсини“ и поръчания от маркиз Франческо Рикарди стенопис в новопостроения Палацо Медичи-Рикарди, и по-специално Галерията на огледалата (Галерия „Лука Джордано“). Художникът започва изпълнението на поръчката на маркиза през ноември 1682 г., но е прекъсната през пролетта на 1683 г. и възобновена през пролетта на 1685 г., тъй като Лука Джордано е трябвало да се завърне в Неапол по семейни причини.
В „Галерия Лука Джордано“, където художникът представя славата на династията Медичи и превратностите на човешкия живот, фигуративните епизоди са свободно подредени в непрекъснато разказване, развивайки решенията на Пиетро да Кортона в Палацо Пити и идеи на Джан Лоренцо Бернини. Стенописът се характеризира с инвазивна яркост и вълнуваща ефирност, в нереална ситуация на цветни сънища, очарование, привидна природа, обитавана от митични реалности и фантастични образи, в които е реализиран идеала на изкуството и живота.
С произведенията си, създадени във Флоренция по поръчка на комисионери и колекционери, художникът постига успех във всяка точка на Италия и Европа.
Творчеството му, неповторимо и необятно, ще повлияе на стила на много млади неаполитански художници като Франческо Солимена, Никола Малинконико, Паоло Де Матейс, Джузепе Симонели, както и на флорентинските, венецианските и чуждестранните художници като Джовани Батиста Тиеполо, Себастиано Ричи, Корадо Джакуинто, Жан-Оноре Фрагонар, Франсиско Гоя.

### В Испания
След престоя си във Флоренция художникът е призован от Карлос II в двора на Мадрид, където прекарва от 1692 до 1702 г.
В Испания в Ескориал рисува стенописа на тавана в Ескалера със събитието, довело до построяването на манастира, издигайки на почит делата на Карл V и Филип II (Испания). Рисува в Кралски дворец в Мадрид, Кралски дворец в Аранхуес. В Мадрид и Толедо се запазва част от художественото наследство на художника.
Лука Джордано е бил популярен в испанския двор (всъщност в този период той е нарисувал огромно количество картини на платно и фреска), така че кралят му дава титлата Кабалеро.

### Завръщане в Неапол
През 1702 г. Лука Джордано се завръща в Неапол и дори почти седемдесетгодишен, продължава да твори.
Все по-многобройните поръчки го карат да отвори собствено ателие със стажанти и сътрудници. Те са работили по рисунки и скици, предоставени от майстора до завършване на работите, където в много случаи Лука Джордано се е намесвал само с няколко удара на четката в края на работата на учениците.
Освен това художникът продължава да твори в църквата „Санта Мария“ във Форчела, Неапол, в църквата „Гироламини“, в църквата „Санта Мария Донарежина Нуова“, както и за някои римски църкви. Една от последните му работи е декорацията на купола на Капела дел Тезоро в Чертоза ди Сан Мартино, Неапол.
През 1705 г. Лука Джордано умира в Неапол и е погребан в църквата „Санта Брижида“.

## Картини на Лука Джордано
Невъзможно е да се изброят всичките картини на художника Лука Джордано, оставил огромно художествено наследство. В почти всички градове в Италия има поне по една негова картина. Негови творби има изложени и в най-известните световни музеи.

### Неапол
- Лука Джордано
„Сватбата в Кана“
Музей Каподимонте, Неапол
- Лука Джордано
„Аполо и Марсия“
Музей Каподимонте, Неапол
- Лука Джордано
„Персей отрязва главата на Медуза“
Музей Каподимонте, Неапол
- Лука Джордано
„Лукреция и Тарквиний“
Музей Каподимонте, Неапол
- Лука Джордано
„Спящата Венера, Купидон и Сатир“
Музей Каподимонте, Неапол
- Лука Джордано
„Полифем и Галатея“
Музей Каподимонте, Неапол

### Световни музеи
- Лука Джордано
„Отвличането на Европа“
Къща музей Ева Клабин, Рио де Жанейро, Бразилия
- Лука Джордано
„Алегория“
Национална галерия, Мелбърн, Австралия
- Лука Джордано
„Отвличането на сабинянките“
 Институт по изкуствата, Чикаго
- Лука Джордано
„Преклонението на овчарите“
 Лувър, Париж, Франция
- Лука Джордано
„Смъртта на Сенека“
 Лувър, Париж, Франция
- Лука Джордано
„Победата на Сисара“
 Прадо, Мадрид, Испания